# Teopomp d'Atenes
Teopomp (en llatí Theopompus, en grec antic θεόπομπος), fou un poeta còmic atenenc de l'antiga comèdia i també de la comèdia mitjana. Era fill de Teodectes o Teodor o Tisamè.
Segons l'enciclopèdia Suides era contemporani d'Aristòfanes. Va escriure de fet durant el darrer període de la vella comèdia i part de la mitjana fins a l'any 380 aC, segons indiquen els fragments conservats. De la seva biografia no se'n tenen notícies, excepte una història fabulosa de la cura d'una malaltia feta pel mateix Asclepi que Suides treu de Claudi Elià, i descriu una estàtua que commemorava la recuperació de la salut de Teopomp feta en marbre de Paros que representava al poeta estirat en un triclini i al seu costat el déu lliurant-li la medicina.
Es diu que va escriure disset drames, encara que Suides i Eudòxia Macrembolitissa parlen de vint-i-quatre. Només es conserven vint títols: 
- Ἄδμητος (Admetos)
- Ἀλθαία (Altea)
- Ἀφροδίσια (Afrodita)
- βατύλη (Batyle)
- Εἰρήνη (Eirene "La Pau")
- Ἡδυχάρης (Hedychares)
- Θησεύς (Teseu)
- Κάλλαισχρος (Kallaischros)
- Καπηλίδες (Kapelídes "servents")
- Μῆδος (Els Medes)
- Νεμέα (Nemea)
- Ὀδυσσεύς (Odisseu)
- Παῖδες (Paides "nens")
- Παμφίλη (Pamphile)
- Πανταλέων (Pantaléon)
- Πηνελόπη (Penèlope)
- Σειρῆνες (Sirenes)
- Στρατιώτιδες (Stratiotides "Dones soldats")
- Τισάμενος (Tisamen)
- Φινεύς (Fineu)

Erròniament se li han atribuït també:
- Ἐποποιοί (Epopoioi "Epopees")
- Πόλεις (Poleis "Ciutats")
- Τρικάρανος (Trikáranos).[1]